# Acipenser baerii baicalensis
Acipenser baerii baicalensis је зракоперка из реда Acipenseriformes и фамилије Acipenseridae. 

## Угроженост
Ова подврста сматра се угроженом.

## Распрострањење
Ареал врсте је ограничен на Русију.

## Станиште
Врста је присутна на подручју Бајкалског језера и његових притока у Русији.